# Qasr Ibn Wardan

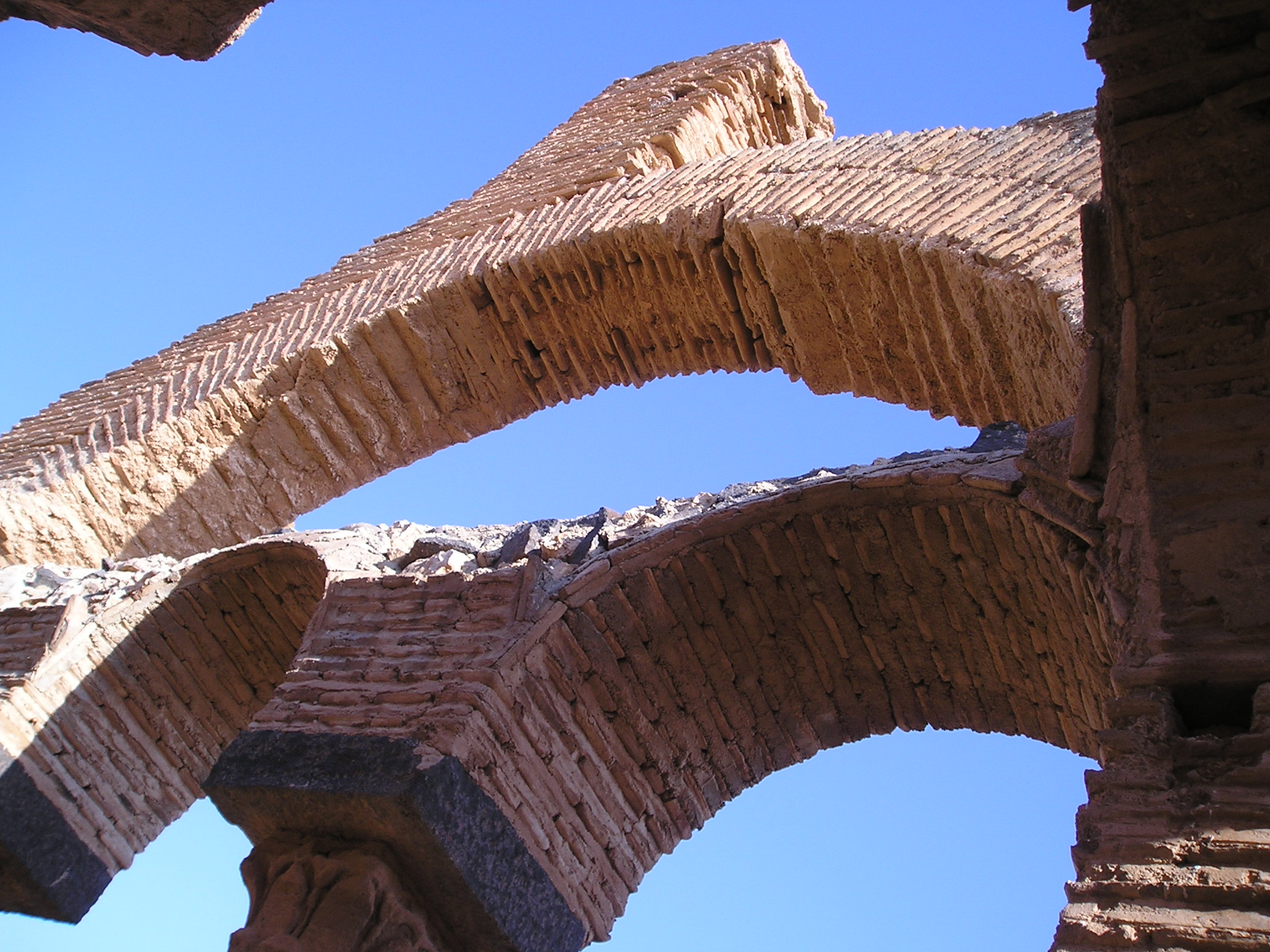
Cổng vòm được bảo tồn

Qasr Ibn Wardan (tiếng Ả Rập: قصر ابن وردان) là một ấp và địa điểm khảo cổ thế kỷ thứ 6 nằm trong sa mạc Syria, khoảng 60 kilômét (37 mi) về phía đông bắc từ Hama và khoảng 19 kilômét (12 mi) phía đông bắc của al-Hamraa. Ngôi làng được ngăn cách với tàn tích thời Byzantine bằng một con đường, với vị trí cũ nằm ở phía đông của con đường và tàn tích nằm ở phía tây. Theo Cục Thống kê Trung ương Syria (CBS), Qasr Ibn Wardan có dân số là 467 người trong cuộc điều tra dân số năm 2004.

## Khảo cổ học
Khu phức hợp của một cung điện, nhà thờ và doanh trại đã được dựng lên vào giữa thế kỷ thứ 6 bởi Hoàng đế Byzantine Justinian I (r. 527-565) như là một phần của tuyến phòng thủ (cùng với Resafa và Halabiye) chống lại Đế chế Sassanid. Phong cách độc đáo của nó, được nhập trực tiếp từ Constantinople và không tìm thấy ở nơi nào khác ở Syria ngày nay, có lẽ đã được chọn để gây ấn tượng với các bộ lạc Bedouin địa phương và củng cố quyền kiểm soát chúng. Đá bazan được mang từ các khu vực xa về phía bắc hoặc phía nam từ địa điểm này và các cột đá cẩm thạch và thủ đô được cho là đã được mang từ Apamea. 

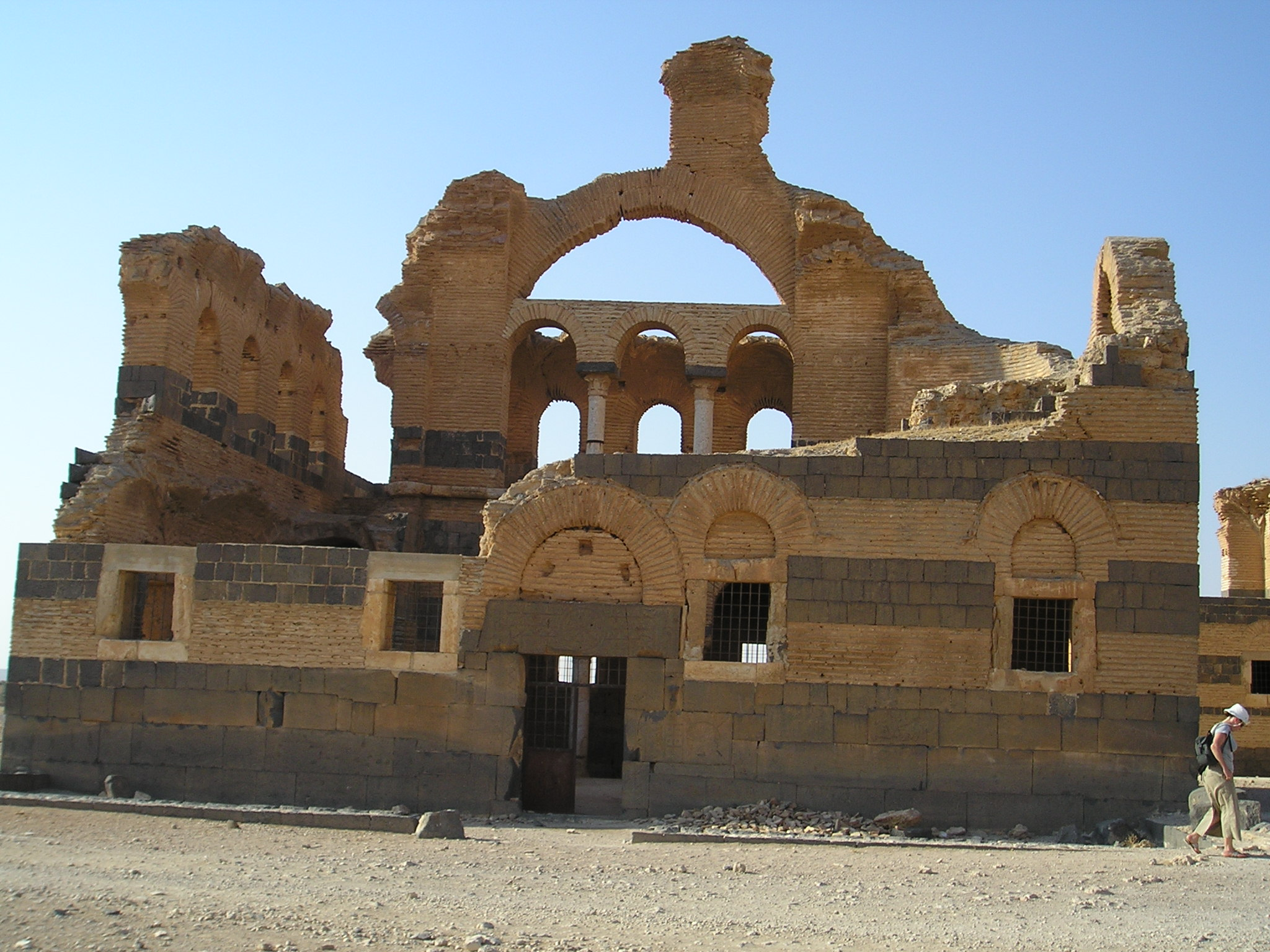
Tàn dư của nhà thờ

Không có gì còn lại của doanh trại ngày hôm nay. Cung điện có lẽ là nơi ở của thống đốc địa phương. Phần được bảo tồn tốt nhất của nó là mặt tiền phía nam gồm các dải màu đen bazan và vàng gạch xen kẽ. Vẫn còn các chuồng ngựa ở phía bắc của khu vực và một khu nhà tắm nhỏ ở phía đông của cung điện với một sân trung tâm. Chức năng của mỗi phòng được chỉ định bởi một hòn đá chạm khắc.
Nhà thờ có hình vuông với một gian giữa ở giữa và hai lối đi hai bên. Phần còn lại của nó hiện đang đứng ở phía tây của cung điện và có kiến trúc tương tự như nó, nhưng nhỏ hơn một chút. Ban đầu, nhà thờ đã được đứng đầu bởi một mái vòm lớn (chỉ một pendentive vẫn đến ngày hôm nay) và hiển thị một ví dụ về kỹ thuật vòm tòa nhà Byzantine sớm. Ban đầu, ba mặt của nhà thờ (chỉ còn lại các bức tường phía bắc và phía nam) có các phòng trưng bày ở tầng trên dành riêng cho phụ nữ. Phía thứ tư được kết thúc bởi một apse hình bán nguyệt và nửa vòm điển hình của Byzantine.

## Nội chiến Syria
Trong cuộc nội chiến ở Syria, ISIS đã bắt giữ Qasr Ibn Wardan vào ngày 9 tháng 1 năm 2018 từ HTS. Thị trấn và di tích lịch sử đã được SAA chiếm lại và bảo đảm vào ngày 8 tháng 2 năm 2018 từ ISIS.